# Sophie Reynolds
Pour les articles homonymes, voir Reynolds.
Sophie Reynolds, née Sophie Reynoldson le 2 avril 1999, est une actrice américaine.
Elle est connue pour son rôle d’Ashley Parker dans Guide de survie d'un gamer et d'Isabel « Izzy » McKenna dans la série d'action Los Angeles : Bad Girls (L.A.'s Finest), spin-off du film Bad Boys, aux côtés de Jessica Alba et Gabrielle Union.

## Biographie

### Enfance et formation
Sophie Reynolds est née en Californie et a commencé à  danser à l’âge de trois ans. Elle s’est entraînée au ballet, au jazz, à la danse contemporaine, au hip-hop et aux claquettes. À la suggestion de ses professeurs, Sophie décide d’élargir sa palette, pour éventuellement finir par tomber amoureuse du métier.

### Carrière
Elle acquit une reconnaissance pour son rôle en tant que Ashley Parker dans ‘’Guide de survie d'un gamer’’,,. En 2015, elle joue dans ‘’Mostly Ghostly : One Night In Doom House’’, une adaptation du livre de R. L. Stine,. En 2017, elle rejoint le casting de la série de Anna Akana ‘’Youth and Consequences’’ diffusé sur YouTube Red,.
En mars 2018, elle rejoint la série Los Angeles : Bad Girls (L.A.'s Finest) créée par Brandon Margolis et Brandon Sonnier dans le rôle d'Isabel « Izzy » McKenna, la belle-fille de Nancy (Jessica Alba) et fille de Patrick (Ryan McPartlin). Il s'agit du spin-off de la série de films Bad Boys de Michael Bay. La série est mise en ligne à partir du 13 mai 2019 sur le service Spectrum Originals (en) aux États-Unis. Elle est aux côtés de Jessica Alba, Gabrielle Union, Ryan McPartlin Duane Martin et Zach Gilford.

## Filmographie
- 2014 : Finding Oblivion : Danseuse
- 2015-2017 : Guide de survie d'un gamer : Ashley Parker (rôle principal - 37 épisodes)
- 2018 - 2019 : Baymax et les Nouveaux Héros : Juniper (Voix originale) ; 3 épisodes
- 2018 : Youth & Consequences (en) : Plain Jane (rôle principal - 8 épisodes)
- 2019 : Prince of Peoria (en) : Ryan Gibson (Guest)
- 2019-2020 : Los Angeles : Bad Girls : Isabel "Izzy" McKenna (rôle principal)
- 2019 : La Garde du Roi lion : Tazama (Voix originale) ; épisode ‘’La Grande Bataille’’